# Nelson Cabrera (Fußballspieler, 1983)
Nelson David Cabrera Báez  (* 22. April 1983 in Itauguá) ist ein ehemaliger paraguayisch-bolivianischer Fußballspieler. Der Innenverteidiger wurde acht Mal nationaler Meister in vier Ländern und absolvierte ein Länderspiel für Paraguay sowie fünf für Bolivien.

## Karriere

### Verein
Nelson Cabrera kam 2004 aus der Jugend in die Profimannschaft beim Club Olimpia. 2005 schloss sich der Abwehrspieler dem Club Cerro Porteño an und wurde noch in seiner ersten Saison paraguayischer Meister. 2007 und 2008 war er Kapitän des Teams. Anfang 2009 wechselte Cabrera nach Chile zum CSD Colo-Colo, konnte sich aber nicht durchsetzen und wurde im Juli desselben Jahres noch den rumänischen Erstligisten CFR Cluj verliehen. Der für 1 Mio. US$ verpflichtete Defensivakteur konnte sich aber auch nach der Rückkehr nach Chile nicht im Team durchsetzen und wurde im Januar 2012 an den chinesischen Klub Chongqing Liangjiang abgegeben.
Nach einem Jahr in China kam der 1,91 m große Cabrera nach Südamerika zurück und machte Bolivien zu seinem neuen Zuhause. Beim Club Bolívar spielte der Abwehrspieler sechs Jahre, gewann mit dem Klub vier Meistertitel und nahm die bolivianische Staatsangehörigkeit an. Nach einer Station 2017 bis 2018 bei Sportivo Luqueño in seinem Geburtsland spielte er bis zu seinem Karriereende in Bolivien. Ab 2019 lief der Verteidiger für den Club Always Ready auf und gewann 2020 erneut die Meisterschaft. 2023 wechselte er zu Nacional Potosí. Dort gab er im März 2024 nach dem Tod seines Vaters sein Karriereende bekannt.

### Nationalmannschaft
Nelson Cabrera absolvierte ein Freundschaftsspiel für Paraguay im August 2007 gegen Venezuela. Nach seinem Vereinswechsel nach Bolivien erhielt der Innenverteidiger nach vier Jahren die bolivianische Staatsbürgerschaft und lief im Mai 2016 erstmals für das Nationalteam des Andenstaates auf. Bei der Copa América Centenario 2016 bestritt Cabrera zwei Gruppenspiele, jedoch schied Bolivien ohne Punktgewinn in der Gruppenphase aus. Danach wurde der Verteidiger in der Qualifikation zur Weltmeisterschaft 2018 gegen beim 2:0-Sieg gegen Peru und dem 0:0-Unentschieden gegen Chile eingesetzt. Da Cabrera aber laut FIFA-Regularien mindestens fünf Jahre im Land hätte leben müssen, war er in den Qualifikationsspielen nicht einsatzberechtigt und beide Spiele wurden mit einer 0:3-Niederlage Boliviens gewertet. Das Urteil wurde Ende August 2017 vom CAS bestätigt.

## Erfolge
Club Olimpia
- Primera División: 2005

Colo-Colo
- Primera División: 2009-C

CFR Cluj
- Liga 1: 2009/10
- Cupa României: 2009/10

Club Bolivar
- Primera División: 2012/13-C, 2014/15-A, 2014/15-C, 2017-A

Always Ready
- Primera División: 2020-A